# الاستفتاء الدستوري السوري 2012
عقد استفتاء دستوري في سوريا في 26 فبراير 2012. ردا على الحرب الأهلية السورية، أمر الرئيس بشار الأسد بصياغة دستور جديد. لم يخضع الاستفتاء للمراقبة من جانب مراقبين أجانب.

## خلفية
ينص الدستور الجديد على تحديد مدة مدتها سبع سنوات للرؤساء في المستقبل، كما رفع المادة 8 من دستور سوريا التي تنص على ان «حزب البعث العربي الاشتراكي يقود الدولة والمجتمع.»

## قضايا

### الأحزاب السياسية
الدستور الجديد يزيل احتكار حزب البعث الحاكم للحياة السياسية لسوريا بحكم القانون. كما يحظر النص تشكيل الأحزاب السياسية على أساس عرقي أو ديني أو إقليمي أو قبلي. غير أن أي حزب سياسي مخطط له يجب أن يحصل على إذن الحكومة والموافقة قبل أن يتم تشكيله.

### الرئاسة
وفقا للدستور الجديد تجرى الانتخابات الرئاسية كل سبع سنوات ومن المقرر أن يتنافس عدة مرشحين على الانتخابات، بخلاف الشكل القديم للانتخاب الذي تمت الموافقة على مرشح واحد أو رفضه.
تتمثل الشروط المطلوبة للمرشح في الانتخابات الرئاسية فيما يلي:
1. يجب أن يكون المرشح مسلمًا.
2. يجب أن يحصل المرشح على دعم 35 عضوًا في البرلمان.
3. يجب أن يكون عمر المرشح 40 عامًا أو أكثر.
4. يجب أن يكون المرشح قد عاش في سوريا لمدة 10 سنوات قبل الانتخابات.
5. يجب أن يكون المرشح سورياً بالميلاد، والوالدين سوريين بالولادة.
6. يجب ألا يتزوج المرشح من زوج غير سوري.

### الاقتصاد
لن تكون سوريا اقتصادا اشتراكيًا مخططًا بعد الآن، بل ستركز على مبدأ تطوير الاقتصاد العام والخاص من أجل زيادة الدخل القومي وتطوير الإنتاج لخلق فرص العمل ورفع مستوى المعيشة. ينص الدستور على أن التنمية هي الهدف من أي سياسة اقتصادية وأن المستهلكين والمنتجين يتمتعون بالحماية. الملكية الخاصة محمية ولا يمكن مصادرتها إلا لمقتضيات الحرب والكوارث وفقط مقابل تعويض عادل.

### الدين والثقافة
ينص الدستور الجديد على أن الدولة تحترم وتحمي جميع الأديان، لكنها تؤكد أن الفقه الإسلامي مصدر رئيسي للإلهام، كما هو الحال في الدستور القديم. ينص الدستور الجديد على أن البحث العلمي تدعمه الدولة وأن حرية البحث العلمي والإبداع الفني والأدب والإبداع الثقافي محمية.

### الحقوق والحريات
يحظر الدستور الجديد التمييز على أساس الجنس أو الأصل أو الدين أو اللغة. وتعتبر الوحدة الوطنية والسلامة والخدمة العسكرية «واجبا مقدسا» بينما تعتبر الحرية حقا مقدسا.

## الحملة
في الأسابيع التي سبقت إجراء الاستفتاء، استضاف التلفزيون العام مناقشات بشأن الدستور الجديد وأبلغ المواطنين بكيفية التصويت.
اعترض فريق المعارضة الرئيسي الذي يقع مقره في الخارج، وهو المجلس الوطني السوري، على الدستور المقترح ودعا إلى مقاطعته. ووصفت المعارضة السورية في المنفى الدستور الجديد بأنه احتيالي والاستفتاء كمهزلة. وأشارت إلى أن الحكومة السورية لم تحترم قط الدستور القديم الذي يكرس حرية التعبير والمظاهرات السلمية ويحظر التعذيب.

## التسيير
بسبب القتال الدائر في سوريا، طرحت أسئلة حول تنظيم عملية التصويت في مدن حمص وحماة ودرعا ومحافظة إدلب الشمالية، وهي مناطق يسيطر عليها المتمردون. لم يتمكن الناخبون في هذه المناطق من المشاركة في الاستفتاء إلا إذا ذهبوا إلى المناطق التي تسيطر عليها الحكومة.
14,6 مليون سوري يحق لهم التصويت في 14,185 مركز اقتراع مفتوح من الساعة 7:00 إلى الساعة 19:00. تم إنشاء العديد من مراكز الاقتراع في كل منطقة وحي في وسط دمشق.
في منتصف النهار، أعلنت وزارة الداخلية أن الاستفتاء يسير بشكل سلس في معظم المحافظات. وأعلن وزير الداخلية، اللواء محمد إبراهيم الشعار، أن المشاركة كانت «مرتفعة إلا في بعض المناطق على الرغم من التهديدات والتخويف من جانب الجماعات المسلحة». ووصف «المشاركة» في وسط دمشق بأنها «رائعة».
ذكرت غلوبال نيوز التي تتخذ من كندا مقراً لها أن نسبة المشاركة عالية في أحياء مؤيدة للأسد أو في مناطق ذات وجود أمني عال، ولكنها أشارت إلى أن المناطق التي شهدت احتجاجات مناهضة للحكومة شهدت مشاركة منخفضة للغاية. وأشارت أيضا إلى أنه على الرغم من معارضة جزء من الناخبين للحكومة، فإن هناك أيضا اعتقاد بأن الاستفتاء سيكون «خطوة في الاتجاه الصحيح». كما أشارت إلى أنه في الأحياء الموالية للحكومة كان هناك ضغط للتصويت وضغط لمقاطعة التصويت في الأحياء المناوئة للحكومة.
صوت الرئيس بشار الأسد مع زوجته أسماء في مركز اقتراع يقع في مقر التلفزيون الوطني، حيث تلقى استحساناً من قبل موظفيه. أظهر حشد من أنصار الأسد في دمشق تأييدهم للاستفتاء.

## النتائج
| الاستفتاء الدستوري السوري 2012 | الاستفتاء الدستوري السوري 2012 | الاستفتاء الدستوري السوري 2012 |
| الاختيار                       | الأصوات                        | النسبة المئوية                 |
| ------------------------------ | ------------------------------ | ------------------------------ |
| نعم                            | 7،490،319                      | 89.42%                         |
| لا                             | 753،208                        | 8.99%                          |
| أصوات فارغة أو مُلغاة           | 132،920                        | 1.59%                          |
| مجموع الأصوات                  | 8،376،447                      | 100.00%                        |
| نسبة المصوتين                  | 57.41%                         | 57.41%                         |
| المصوتون                       | 14،589،954                     | 14،589،954                     |
| المصدر: Direct Democracy       |                                |                                |

بمشاركة انتخابية بلغت 57.4% و89.4% من الأصوات المؤيدة، تمت المصادقة على الدستور الجديد. وقع الرئيس الأسد على الدستور الجديد الذي دخل حيز النفاذ في 27 فبراير 2012.

### ردود الفعل الدولية
- روسيا – رحب بيان لوزارة الخارجية بنتيجة الاستفتاء قائلا إن الاستفتاء أظهر تأييدا شعبيا لبرنامج الحكومة للإصلاح ونفى شرعية المعارضة السورية التي حاولت إقناع الناس بمقاطعة التصويت لكنها فشلت في القيام بذلك. وحثت روسيا أيضا الجانبين السوري على نبذ العنف والدخول في حوار بدون شروط مسبقة.[18]
- الأمم المتحدة – صرح مساعد المتحدث باسم الأمم المتحدة إدواردو ديل بوي «من غير المرجح أن يكون الاستفتاء ذا مصداقية في إطار العنف العام والانتهاكات الكبيرة لحقوق الإنسان في سوريا.»[19]
- الصين – صرح نائب وزير الخارجية الصيني وقال «نأمل أن يمر كل من الاستفتاء على الدستور الجديد، وكذلك الانتخابات البرلمانية المنتخبة، بهدوء وسلام.»[20]
- الولايات المتحدة – صرحت المُتحدثة باسم الخارجية الأمريكية فيكتوريا نولاند بأن «بأن الاستفتاء يثير الضحك، لأن على كل مجموعات المعارضة أن تحظى بموافقة الدولة. هذا يعني أن الأسد سيختار، بنفسه من يحق له أن يكون في المعارضة أم لا.»[19]
- تركيا – وجه وزير الخارجية التركية كلامه إلى الرئيس بشار الأسد مُباشرة قائلاً «من ناحية، أنت تقول إنك ستجري استفتاء، ومن الناحية الثانية أنت تهاجم بنيران الدبابات المناطق المدنية.»[20]